# Вільчиці (Вроцлавський повіт)
Вільчиці (пол. Wilczyce) — село в Польщі, у гміні Длуґоленка Вроцлавського повіту Нижньосілезького воєводства.
Населення — 1384 особи (2011).
У 1975-1998 роках село належало до Вроцлавського воєводства.

## Демографія
Демографічна структура станом на 31 березня 2011 року:
|          | Загалом | Допрацездатний вік | Працездатний вік | Постпрацездатний вік |
| -------- | ------- | ------------------ | ---------------- | -------------------- |
| Чоловіки | 689     | 165                | 469              | 55                   |
| Жінки    | 695     | 142                | 455              | 98                   |
| Разом    | 1384    | 307                | 924              | 153                  |